# 布朗夫人
《布朗夫人》（英語：Mrs Brown）是一部1997年的英國劇情片，由茱蒂·丹契、比利·康諾利、杰弗裡·帕爾默、安東尼·謝爾和傑瑞德·巴特勒主演，這是巴特勒的首次主演電影。該片由傑里米·布洛克編劇，約翰·麥登執導。該影片由BBC和Ecosse Films製作，並打算在英國廣播公司第一台和WGBH電視上放映。然而，它被米拉麥克斯影業收購並發行後取得了意想不到的成功，全球票房收入超過1300萬美元。
該影片於1997年第50屆坎城電影節的一種注目單元上展映，並於1997年9月5日在英國上映。茱蒂·丹契榮獲金球獎劇情類電影最佳女主角和英國電影學院獎最佳女主角；此外，她還因其表演獲得了許多其他獎項的提名，包括奥斯卡最佳女主角奖和美国演员工会奖最佳女主角，但這兩項獎項都輸給了海倫·亨特所主演的《盡善盡美》。

## 角色
- 茱蒂·丹契飾演維多利亞女王
- 比利·康諾利飾演約翰·布朗
- 杰弗裡·帕爾默飾演亨利·龐森比（英语：Henry Ponsonby）
- 安東尼·謝爾（英语：Antony Sher）飾演本傑明·迪斯雷利
- 傑瑞德·巴特勒飾演阿奇·布朗（Archie Brown）
- 理查德·帕斯科（英语：Richard Pasco）飾演威廉·詹納士（英语：Sir William Jenner, 1st Baronet）
- 大衛·韋斯特海德（英语：David Westhead）飾演愛德華七世

## 迴響
根据評論匯總网站爛番茄汇总的50篇评论文章，92%的评论家给予该作正面评价，使之獲得「認證新鮮」標識，平均打分为7.3分（满分10分）。该网站总结的评论家共识是“憑藉一流的表演、明星之間的化學反應以及詼諧、有深度的劇本，布朗夫人以細緻入微、有趣的方式講述了一段很少探索的歷史關係，即使不是完全真實的。”
在Metacritic上，22位影評人共給予了71分的分數（滿分100分），這部電影獲得了「普遍好評」。

## 外部連結
- 互联网电影数据库（IMDb）上《布朗夫人》的资料（英文）
- Box Office Mojo上《Mrs Brown》的資料（英文）
- 爛番茄上《Mrs Brown》的資料（英文）